# Perissus fuliginosus
Perissus fuliginosus là một loài bọ cánh cứng trong họ Cerambycidae.